# 597 г. пр.н.е.

## Събития

### В Азия

#### Във Вавилония
- Навуходоносор II (605 – 562 г. пр.н.е.) е цар на Вавилония.[1]
- Царят започва наказателна кампания срещу юдейското царство отхвърлило скоро преди това зависимостта си от Вавилония.

##### В Юдея
- През януари Навуходоносор нахлува в Юдея и подлага на обсада Йерусалим.[2]
- След около три месеца обсада, на 16 март цар Йехония (598 – 597 г. пр.н.е.) предава себе си и града на халдейския владетел.[2]
- Йехония, семейството му, хиляди евреи, сред които знатни религиозни лица, политически водачи и занаятчии, и богата плячка са отведени във Вавилон.[2]
- Навуходоносор поставя Седекия (597 – 586 г. пр.н.е) за нов владетел на Юдея.[2]
- Юдея отново става васална територия на Вавилония.

#### В Мидия
- Киаксар (625 – 585 г. пр.н.е.) е цар на Мидия.[3]

### В Африка

#### В Египет
- Фараон на Египет е Нехо II (610 – 595 г. пр.н.е.).[4]